# Laigné-Saint-Gervais
Laigné-Saint-Gervais ist eine französische Gemeinde mit 4260 Einwohnern (Stand: 1. Januar 2022) im Département Sarthe in der Region Pays de la Loire. Laigné-en-Belin gehört zum Arrondissement Le Mans und ist Mitglied im Gemeindeverband Communauté de communes Orée de Bercé-Belinois.
Sie entstand mit Wirkung vom 1. Januar 2025 als Commune nouvelle durch Zusammenlegung der bis dahin selbstständigen Gemeinden Laigné-en-Belin und Saint-Gervais-en-Belin, die jedoch fortan keinen Status als Communes déléguées besitzen. Der Verwaltungssitz befindet sich in Laigné-en-Belin.

## Gemeindegliederung
| Ortsteil                          | Ehemaliger INSEE-Code | PLZ   | Fläche (km²) | Einwohnerzahl (2022) |
| --------------------------------- | --------------------- | ----- | ------------ | -------------------- |
| Laigné-en-Belin (Verwaltungssitz) | 72155                 | 72220 | 12,72        | 2.269                |
| Saint-Gervais-en-Belin            | 72287                 | 72220 | 09,53        | 1.991                |

## Geografie
Laigné-Saint-Gervais liegt etwa 15 Kilometer südlich von Le Mans in der Landschaft Maine blanc der historischen Provinz Maine. Das Gemeindegebiet wird entwässert vom zeitweise trockenfallenden Ruisseau de Lunérotte, der es im Norden abschnittsweise begrenzt, vom Flüsschen Erips, das es von Ost nach West durchquert, vom Ruisseau de la Fuie, vom Ruisseau des Fillières sowie von kleineren Wasserläufen. Das Zentrum befindet sich auf einer Höhe von etwa 67 m. Das Relief des Gemeindegebiets zeigt eine leichte Erhöhung des Niveaus von Nordwesten nach Osten und Süden mit einer maximalen Erhebung von 95 m im äußersten Südosten und einer minimalen Erhebung von 40 m im äußersten Westen beim Austritt des Ruisseau des Fillières aus dem Gemeindegebiet.
Teile des Gebiets von Laigné-Saint-Gervais im Westen gehören zur ZNIEFF-Naturzone „Bois de Moncé et de Saint-Hubert“ (520016178).
Umgeben wird Laigné-Saint-Gervais von den Nachbargemeinden Mulsanne im Norden, Teloché im Osten, Écommoy im Südosten und Saint-Ouen-en-Belin im Süden, Yvré-le-Pôlin im Südwesten sowie Moncé-en-Belin im Nordwesten.

## Sehenswürdigkeiten
| Name                                  | Ort                    | Bemerkungen                                | Bild |
| ------------------------------------- | ---------------------- | ------------------------------------------ | ---- |
| Kirche Saint-Martin-de-Tours          | Laigné-en-Belin        | 12. Jahrhundert                            |      |
| Kapelle Sainte-Anne                   | Laigné-en-Belin        | 12. Jahrhundert                            |      |
| Bürgermeisteramt (Mairie)             | Laigné-en-Belin        | Vormals Herrenhaus aus dem 16. Jahrhundert |      |
| Kirche Saint-Gervais-et-Saint-Protais | Saint-Gervais-en-Belin |                                            |      |

## Bildung
Laigné-Saint-Gervais verfügt über
- eine öffentliche Vorschule (École maternelle),
- eine öffentliche Vor- und Grundschule (École primaire),
- eine private Vor- und Grundschule „Sainte Anne-Saint Joseph“,
- eine öffentliche Grundschule (École élémentaire) und
- eine private landwirtschaftliche Oberschule (Lycée agricole).[3]

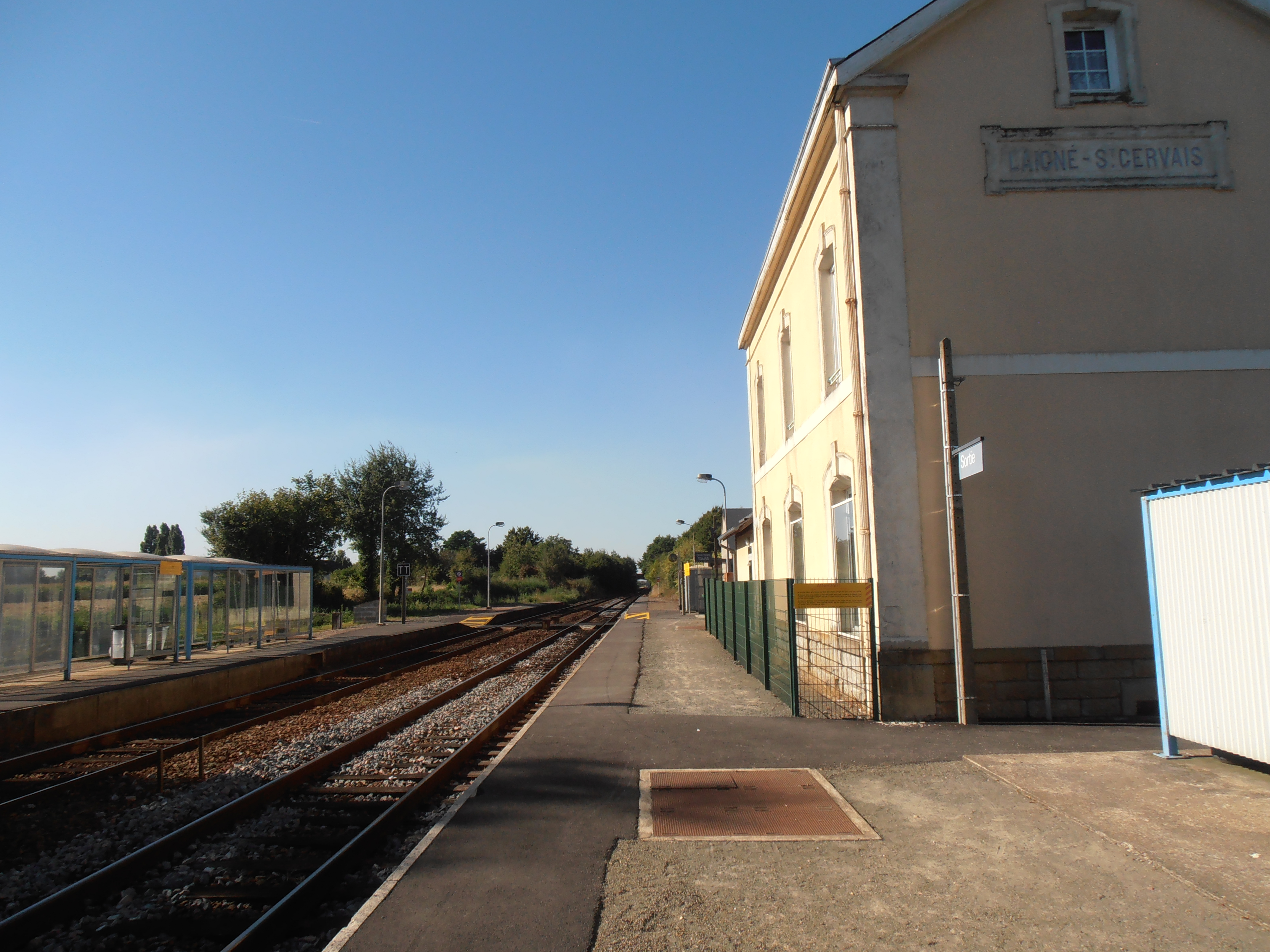
Haltepunkt Laigné-Saint-Gervais

## Verkehr
Die Departementsstraße D 338, die ehemalige Route nationale 767 von Rouen nach Tours, durchquert die Gemeinde an ihrer Ostgrenze von Nord nach Süd. Die Departementsstraße D 307, die ehemalige Route nationale 138 von Arnage nach Le Lude, durchquert die Gemeinde an ihrer Westgrenze von Nord nach Süd. Nachgeordnete Departementsstraßen und lokale Landstraßen verbinden die Ortsteile der Gemeinde und mit Nachbargemeinden.
Busse einer Linie des Transportunternehmens Aléop der Region Pays de la Loire bedienen mehrere Haltestellen in Laigné-Saint-Gervais und verbinden die Gemeinde mit Le Mans und Le Lude.
Die Gemeinde besitzt den Haltepunkt Laigné-Saint-Gervais, der von Zügen einer Linie des TER Pays de la Loire bedient wird und die nach Le Mans und Montval-sur-Loir verkehren.

## Gemeindepartnerschaften
Mit dem deutschen Ort Heiligenrode (Stuhr) in Niedersachsen besteht über die Gemeinde Stuhr seit 1970 eine Gemeindepartnerschaft.